# Tom Barnaby
Glavni inšpektor Thomas Geoffrey »Tom« Barnaby je namišljena oseba iz detektivskih romanov angleške pisateljice Caroline Graham in televizijske serije kriminalnih filmov Umori na podeželju, posnete po njenih romanih. Barnaby se je v romanih Grahamove prvič pojavil v romanu Umori v Jazbečevem Dolu iz leta 1987 (roman je v slovenščini izšel leta 2006). V televizijski seriji filmov ga upodablja igralec John Nettles, ki je igral tudi v britanski kriminalni seriji Bergerac. 
Tako v romanih kot v filmih glavni inšpektor prebiva v Caustonu na jugovzhodu Anglije. Iz policijske postaje v Caustonu, v kateri je zaposlen, nato potuje po angleškem podeželju in rešuje umore, ki se dogajajo v različnih malih podeželskih vasicah. 
Barnaby je srečno poročen z Joyce, s katero imata enega otroka, odraslo hčerko Cully. Nekoč sta mogoče živela v Londonu, saj si je Barnaby v času njune poroke prizadeval rešiti primer zastrupljevalca iz Pimlica. 
V epizodi Umori na podeželju: Davitelj je razkrito njegovo polno ime, Thomas Geoffrey Barnaby. 
Barnaby rešuje primere s svojim pomočnikom Benom Jonesom. Predhodno je sodeloval tudi z Danom Scottom in Gavinom Troyjem.

## Romani s Tomom Barnabyjem
- Caroline Graham, Umori v Jazbečevem Dolu, 1987
- Caroline Graham, Brezsrčneževa smrt, 1989
- Caroline Graham, Smrt v preobleki, 1993
- Caroline Graham, Napisano s krvjo, 1995
- Caroline Graham, Dokler naju smrt ne loči, 1998
- Caroline Graham, A Place of Safety, 1999
- Caroline Graham, A Ghost in the Machine, 2004